# Kickers 94 Markkleeberg
Kickers 94 Markkleeberg (Eigenschreibweise: KICKERS94 Markkleeberg) ist ein sächsischer Fußballverein aus Markkleeberg im Landkreis Leipzig.

## Entwicklung des Fußballsports in Markkleeberg

### SG / BSG Medizin
In der Zeit vor dem Zweiten Weltkrieg spielte Fußball in Markkleeberg keine nennenswerte Rolle. Als sich nach Kriegsende in Ostdeutschland aufgrund des Vereinsverbotes der Sport neu organisieren musste, gründeten Sportler in der vor den Toren Leipzigs gelegenen Stadt im Juli 1945 die „Sportgemeinschaft Markkleeberg“. Die Fußballmannschaft nahm zunächst am Spielbetrieb der Leipziger Stadtliga teil und stieg in den Folgejahren bis zur Landesliga Sachsen auf, die im ostdeutschen Fußball bis 1952 die dritthöchste Spielklasse war. Nach Einführung der DDR-Bezirke anstelle der bisherigen ostdeutschen Länder wurde die SG Markkleeberg in die Bezirksliga Leipzig eingegliedert.
Bis 1955 war die Sportgemeinschaft ohne einen Trägerbetrieb ein Sonderfall in der DDR-Sportstruktur, die sich in der Regel in Betriebssportgemeinschaften (BSG) organisiert hatte. Erst im Februar 1955 wurde die SG in die BSG Medizin Markkleeberg umgewandelt. Trotz des neuen Trägerbetriebes musste die Fußballmannschaft am Ende der Saison 1955 in die fünftklassige Bezirksklasse Leipzig absteigen.

### BSG Aktivist / TSG Chemie

Logo der TSG Chemie

Vier Jahre später, am 30. Juni 1959, wurde die BSG Aktivist Markkleeberg mit dem wirtschaftsstarken Kohleveredlungswerk Böhlen als Trägerbetrieb gegründet. 1968 wurde der Kreis der Trägerbetriebe erweitert und die BSG in die TSG Chemie Markkleeberg umgewandelt. Nach vielen Jahren in der Kreisliga Leipzig-Land gelang 1971 der Aufstieg in die Bezirksklasse Leipzig, die nach Umstrukturierungen im DDR-Fußball inzwischen zur 4. Liga aufgewertet worden war. Hier traf die TSG auf den Lokalrivalen BSG Medizin, mit dem sie bis 1977 zusammen in der Bezirksklasse spielte. Danach trennte sich die Wege. Während die BSG Medizin in die Kreisklasse abstieg, war der TSG Chemie der Aufstieg in die drittklassige Bezirksliga Leipzig gelungen. In der Bezirksliga entwickelte sich die TSG Chemie schnell zu einer Spitzenmannschaft. Nach zuvor drei zweiten Plätzen gewann die Mannschaft 1982 die Bezirksmeisterschaft und qualifizierte sich damit für die zweitklassige DDR-Liga. Dort wurde sie zum Sammelbecken ehemaliger Oberligaspieler, sodass Chemie Markkleeberg bis zum Ende des DDR-Fußballspielbetriebes den Klassenerhalt sichern konnte. 1986 hatte die TSG den Zusatz „Chemie“ abgelegt, da sich inzwischen die Struktur der Trägerbetriebe erneut verändert hatte. In der Saison 1983/84 erreichte die TSG mit Rang 5 in der Liga-Staffel C ihre beste Platzierung. Trainer Karl Bühler konnte sich dabei auf die folgende Stammelf stützen:
|                                                                          |
| Joachim Niklasch (22 Spiele, 30 Jahre)                                   |
| Uwe Neumann (15/25)                                                      |
| Gunter Sekora (22/33), Frank Matychowiak (22/30), Frank Mulanski (22/30) |
| Holger Wacker (18/23), Joachim Kirste (17/31), Wolfgang Lischke (21/36)  |
| Peter Englisch (8/21), Wilfried Erler (19/37), Rainer Srodecki (20/27)   |

Die Mannschaft hatte das erstaunlich hohe Durchschnittsalter von 29,4 Jahren, trotzdem absolvierten sieben Spieler 90 Prozent aller Begegnungen. Im erfolgreichsten Jahr der TSG kamen durchschnittlich 1700 Besucher zum 6000 Zuschauer fassenden Sportplatz an der Lauer. Dieser musste 1989 dem Braunkohletagebau weichen und befand sich in etwa dort, wo sich heute der Nordstrand des Cospudener Sees befindet.

#### DDR-Oberligaspieler in Markkleeberg
Prominentester Markkleeberger Fußballspieler der DDR-Zeit ist der 46-fache Nationaltorwart René Müller, der 1965 als Jugendlicher seine Karriere bei der BSG Aktivist begann. 1970 ging er zum 1. FC Lokomotive Leipzig, wo er bis 1990 264 Oberligaspiele bestritt.
Den achtjährigen Aufenthalt in der zweithöchsten DDR-Fußballklasse hat die TSG Markkleeberg vor allem dem Umstand zu verdanken, dass immer wieder Spieler aus den benachbarten Oberligamannschaften nach Markkleeberg kamen. In der nachfolgenden Zusammenstellung ehemaliger Oberligaspieler, die in Markkleeberg ihre Fußball-Laufbahn beendeten, sind nur Spieler genannt, die mehr als 20 Oberligaspiele absolviert haben. Daneben gab es weitere Akteure, die nur kurzfristig in der Oberliga zum Einsatz kamen.
| Name              | bei der TSG | kam von                                        | Oberligaspiele | Sonstiges                         |
| ----------------- | ----------- | ---------------------------------------------- | -------------- | --------------------------------- |
| Wolfgang Altmann  | 1987–1990   | Lok Leipzig                                    | 325            | 39 Nachwuchsländerspiele          |
| Gunter Amler      | 1983–1984   | Chemie Böhlen                                  | 69             |                                   |
| Wolfgang Behla    | 1972 ff.    | Rotation Leipzig                               | 171            |                                   |
| Thomas Dennstedt  | 1987–1988   | früher Lok Leipzig, Stahl Riesa                | 156            |                                   |
| Lutz Eichhorn     | 1988–1990   | früher Lok und Chemie Leipzig                  | 43             | 10 Nachwuchsländerspiele          |
| Peter Englisch    | 1983–1987   | Lok Leipzig                                    | 25             | 21 Nachwuchsländerspiele          |
| Wilfried Erler    | 1974–1984   | Chemie Leipzig                                 | 53             |                                   |
| Joachim Fritsche  | 1985–1987   | Chemie Leipzig                                 | 278            | 14 A-Länderspiele                 |
| Wolfgang Lischke  | 1980–1984   | Chemie Leipzig                                 | 78             |                                   |
| Frank Matychowiak | 1982–1988   | Chemie Leipzig                                 | 25             |                                   |
| Lutz Moldt        | 1986–1990   | Lok Leipzig                                    | 246            | 5 B- und 21 Nachwuchsländerspiele |
| Joachim Niklasch  | 1981–1988   | früher Lok Leipzig, Chemie Halle               | 30             |                                   |
| Gunter Sekora     | 1982–1985   | früher Dresden, Riesa, Karl-Marx-Stadt, Erfurt | 106            |                                   |
| Rainer Srodecki   | 1983–1986   | Chemie Böhlen                                  | 80             |                                   |

#### Liga-Statistik 1968–1990
| 1968–1971: | Kreisklasse Leipzig-Land |
| 1971–1977: | Bezirksklasse Leipzig    |
| 1977–1982: | Bezirksliga Leipzig      |
| 1982–1990: | DDR-Liga                 |

### Nachwendezeit
Mit den wirtschaftlichen Veränderungen im Gefolge der politischen Wende von 1989 brach die Sportförderung der örtlichen Wirtschaft zusammen, die bisherigen Betriebssportgemeinschaften mussten sich nach dem bundesdeutschen Vereinsrecht neu organisieren. Die Mitglieder der Sektion Fußball der bisherigen TSG Markkleeberg gründeten daraufhin am 30. Juni 1990 den 1. FC Markkleeberg. Aufgrund seiner bisherigen DDR-Liga-Zugehörigkeit wurde der FC in die umbenannte Liga des Nordostdeutschen Fußballverbandes eingegliedert, die in der wiedervereinten Bundesrepublik noch für eine Saison den Status der Zweitklassigkeit hatte. 1991 wurde der Verein als nicht in die 2. Bundesliga aufgestiegenes Mitglied der NOFV-Liga ebenso wie die Mitglieder der zuletzt erstklassigen NOFV-Oberliga in die neugegründete drittklassige Oberliga Nordost eingegliedert. Dort spielten die Markkleeberger bis zur Saison 1993/94. Für eine Saison (1991/92) stand Frank Rost, später Bundesligaprofi (Werder Bremen, FC Schalke 04, Hamburger SV) und 4-facher Nationalspieler, im Tor des 1. FC. Innerhalb von drei Jahren häufte der Verein einen Schuldenberg von 700.000 DM auf und musste, da die Stadt die Verbindlichkeiten nicht übernehmen wollte, im Frühjahr 1994 Konkurs anmelden. Mit der Löschung im Vereinsregister hörte der 1. FC Markkleeberg auf zu existieren.

## Kickers 94 Markkleeberg e. V.
Nach dem Untergang des 1. FC löste sich die 1. Männermannschaft komplett auf. Um die Jugendmannschaften aufzufangen, wurde am 21. Juni 1994 ein neuer Verein namens „Kickers 94 Markkleeberg“ gegründet. In Übereinkunft mit dem Leipziger Fußballverband konnten die Kickers in der Saison 1994/95 mit einer Männermannschaft in der 1. Kreisklasse Leipzig beginnen, die acht zurückgebliebenen Jugendmannschaften konnten in ihrer bisherigen Liga weiterspielen. Das Männerteam entwickelte sich kontinuierlich aufsteigend und hatte 1999 die Bezirksliga Leipzig (6. Liga) erreicht. Mit ihrem Trainer Frank Baum, 17-facher DDR-Nationalspieler, gelang der Mannschaft 2002 der Aufstieg in die Landesliga Sachsen. Mit dem neuen Trainer Dieter Kühn, ebenfalls DDR-Nationalspieler (13 Einsätze), wurde die Klasse erfolgreich gehalten.
Die Kickers bzw. der Vorläuferverein spielen seit 1989 im Sportpark Camillo Ugi, der bis 2006 Zentralsportpark hieß, dann nach dem Ausnahmefußballspieler des frühen 20. Jahrhunderts benannt wurde und 6000 Zuschauern Platz bietet. Der Rekordbesuch datiert vom 18. April 1993, als zum Spiel 1. FC Markkleeberg – FC Sachsen Leipzig (0:0) 7000 Zuschauer den Weg in den Sportpark fanden.